# Новокиевский (хутор)
Новокиевский — упразднённый хутор в Степновском районе Ставропольского края, входил в состав Степновского сельсовета:26.

## География
Хутор Новокиевский располагался в юго-восточной части края, вблизи 2-го Сухопадинского канала, в 2 км от посёлка Верхнестепного:25 и в 16 км от районного центра — села Степного:26.

## История
Хутор основан в 1918 году:44. С 1924 года входил в Степновский район Терского округа Северо-Кавказского края:364. В списке населённых мест на 1925 год упоминается как хутор Киевский в составе Соломенского сельсовета с центром в селе Соломенском. Согласно тому же источнику, в хуторе числилось 92 двора с населением 416 человек (222 мужчины, 194 женщины):364—365. В списке на 1926 год — хутор Ново-Киевский в составе Андреевского сельсовета с центром в хуторе Андреевском:44. По переписи 1926 года Новокиевский насчитывал 123 двора с населением 470 человек (240 мужчин, 230 женщин), из которых 376 — украинцы, 86 — великороссы, 8 — прочие:325. На листе Е-4 пятивёрстной карты Кавказа, датированном 1931 годом, хутор подписан как Киевский.
В 1929—1935 и 1958—1972 гг. входил в состав Воронцово-Александровского (с 1963 — Советского) района.
В 1929 году образовался колхоз «Строитель новой жизни», весной 1930 года объединивший хозяйства села Степного и ряда соседних хуторов — Новокиевского, Северо-Кавказского, Березовского и других. В 1932 году колхоз был разукрупнён.
На топографической карте Генштаба Красной армии издания 1942 года отмечен как Ново-Киевский, с указанием населения в количестве 655 человек. С августа 1942 года находился в оккупации. Освобождён 5 января 1943 года.
По спискам на 1958 год Новокиевский числился в составе Бабанинского сельсовета Ставропольского края. На 1 марта 1966 года — в составе Андреевского (с 1972 — Верхнестепновского) сельсовета с центром в посёлке Центральная усадьба племзавода «Восток» (с 1972 — посёлок Верхнестепной):25. На 1 января 1983 года — в составе Степновского сельсовета с центром в селе Степном:26. В соответствии с топографической картой Генштаба издания 1985 года, население Новокиевского составляло около 60 человек.
Постановлением губернатора Ставропольского края от 6 октября 1997 года № 637 хутор Новокиевский исключён из учётных данных в связи с переселением жителей в другие населённые пункты.